# TeleNiños
TeleNiños est une chaîne de télévision canadienne spécialisée de catégorie B de langue espagnole pour enfants appartenant à TLN Media Group.

## Histoire
Après avoir obtenu une licence auprès du CRTC en octobre 2011 pour le service All Spanish Children's Television, Telelatino Network a lancé la chaîne sous son nom actuel le 1er novembre 2011 exclusivement aux abonnés de Vidéotron.